# Planoise
Planoise es un barrio de la ciudad francesa de Besanzón, situada al oeste del centro ciudad, en el Cantón de Besançon-Planoise, entre la colina de Planoise y Hauts de Chazal sector. Con 21.000 habitantes (17% del total población del ciudad) es el barrio más poblado de la ciudad. Planoise se urbanizö especialmente en 1960 (construcción de 13 000 vivienda)

## Historia
En unas catas arqueológicas se encontraron muchas piezas prehistóricas, incluyendo una punta de lanza de piedra fechada hacia el 3000 A.D..
Durante la Edad Media la población era eminentemente rural, formada por agricultores, pasando a convertirse en un pueblo en el siglo XIX, con más de 1000 habitantes y multitud de granjas. En la década de los 50, los agricultores son expulsados por la transformación de Planoise en un gran barrio de Besanzón, con la construcción de 13 000 viviendas. 
La construcción de las viviendas empieza hacia 1967 siendo completado en barrio hacia 1985.
En la década de los 80, aparecen conflictos sociales y económicos, con tasas altas de desempleo, delincuencia, etc, lo que conlleva que el municipio intente paliar la situación con rehabilitación de las viviendas, planificaciones estructurales, etc.

## Geografía
El área está ubicada al suroeste de Besançon, y lindando con el pueblo de Avanne-Aveney. El sitio está rodeado por dos colinas. 

## Infraestructura
- A la policía
- Teatro
- Una biblioteca
- Tres centros comerciales
- El edificio de los archivos departamentales de
- Una piscina
- El hielo
- Un hospital
- Dos colegios
- Dos escuelas secundarias
- Fuerte de Planoise, que data de 1870
- Al-Fath mezquita

## Demografía
Es imprescindible especificar la fuente de los datos.
Para ello, usa el parámetro "fuente".
Para más información, consulta Plantilla:Evolución demográfica/doc.